# Östra Södermanlands Järnväg
Östra Södermanlands Järnväg (ÖSlJ) – muzealna kolej wąskotorowa w Szwecji, poprowadzona między miejscowościami Mariefred a Taxinge w regionie Södermanland, nad jeziorem Melar. Kultywuje tradycje szwedzkich kolei wąskotorowych o rozstawie szyn 600 mm. Kursuje na linii o długości 11,2 km.

## Historia

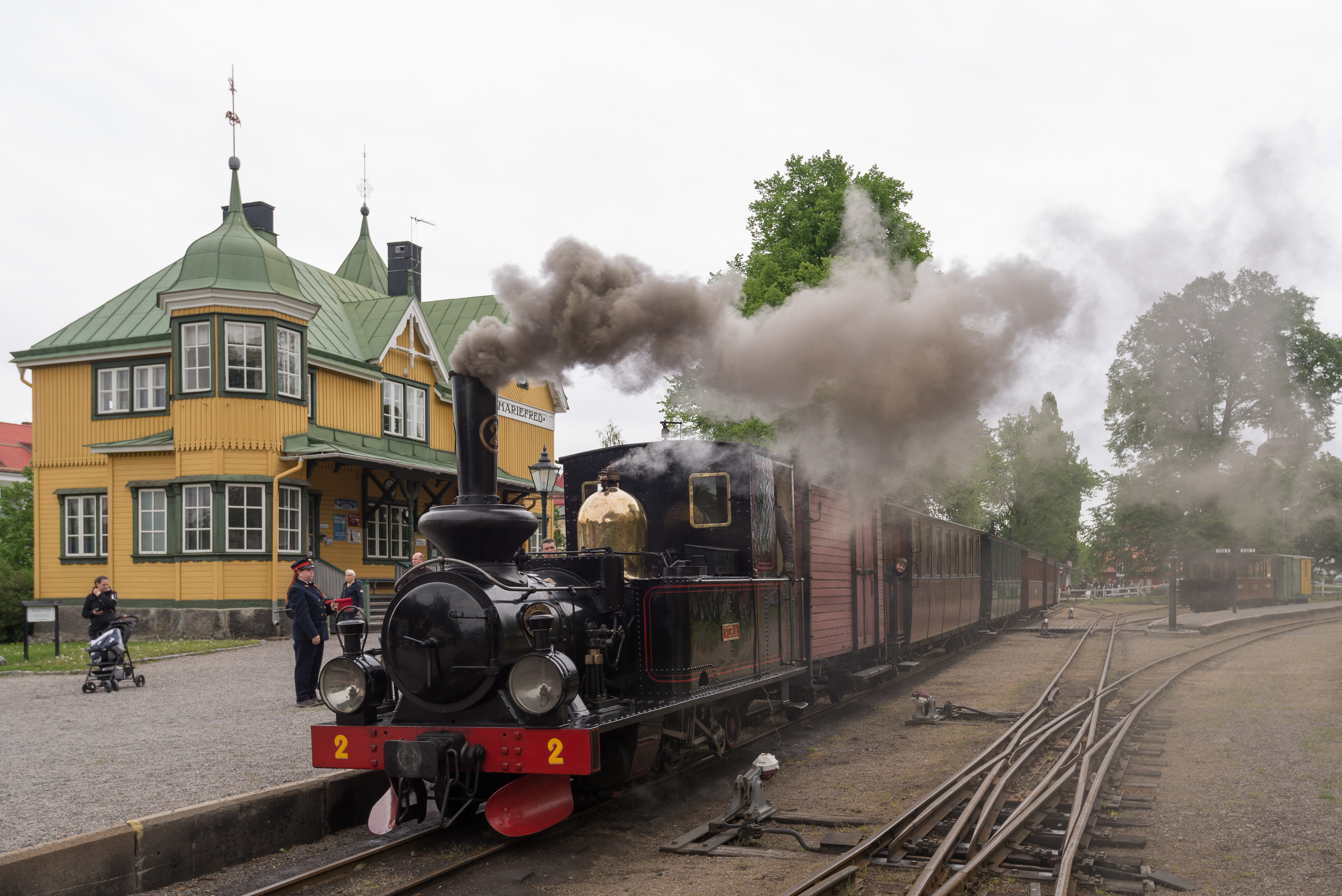
Stacja kolei w Mariefred (2016)

Kolej Östra Södermanland (ÖSlJ) została utworzona przez stowarzyszenie Kolei Muzealnej Östra Södermanland (Museiföreningen Östra Södermanlands Järnväg), którego celem jest upamiętnianie siedmiu szwedzkich kolei wąskotorowych o rozstawie toru 600 mm prowadzących ruch pasażerski oraz kolekcjonowanie i konserwacja ich taboru. Stowarzyszenie rozpoczęło działalność w 1959 roku na torze kolei cegielnianej Lina Bruk pod Södertälje. Było to pierwsze stowarzyszenie muzealne tego typu w Szwecji. Na podstawie decyzji Riksdagu z 25 listopada 1965 roku stowarzyszenie otrzymało następnie na własność nieruchomości pod torem kolei normalnotorowej na odcinku Mariefred – Läggesta, po zamknięciu tam ruchu przez szwedzkie Koleje Państwowe (SJ).
Odcinek Mariefred – Läggesta został pierwotnie wybudowany jako część kolei normalnotorowej Norry Södermanland (NrSlJ), otwartej 30 września 1895 roku Od 1929 roku ruch między Mariefred i Läggesta prowadzono wagonami motorowymi, lecz po II wojnie światowej, na skutek konkurencji ze strony samochodów, odcinek ten zamknięto 27 września 1964 roku.
Po przejęciu odcinka linii stowarzyszenie przebudowało tor na starym nasypie do rozstawu 600 mm i 24 lipca 1966 roku rozpoczęto prowizoryczny ruch, a oficjalne otwarcie trasy odbyło się 19 maja 1968 roku. W 1970 roku doprowadzono tory z Mariefred do nabrzeża, zyskując połączenie ze statkami.
W 1998 roku stowarzyszenie otrzymało od państwa prawo użytkowania dalszego odcinka o długości 7 km, między Läggesta Nedre i Taxinge-Näsby, na którym obsługiwało ruch na standardowym torze 1435 mm. W 2007 roku stowarzyszenie kupiło trasę od gmin, na których terenie się znajdowała, po czym dzięki dotacji z Unii Europejskiej przebudowało ją do rozstawu 600 mm. Odcinek Läggesta – Taxinge-Näsby został otwarty dla ruchu wąskotorowego 28 maja 2011 roku, tym samym długość linii z Mariefred do Taxinge-Näsby sięgnęła 11,2 km.
Kolej kursuje w weekendy od końca kwietnia do sierpnia, a także w niektóre inne dni; w lipcu częściej. Trasa kolei przebiega wokół brzegu części jeziora Melar, w tym mostem nad jego odnogą Gripsholmsviken. Na stacji Marielund znajduje się kamień pamiątkowy oraz wystawa fotograficzna poświęcona trzem polskim okrętom podwodnym internowanym w sąsiedniej zatoce podczas II wojny światowej. Na stacji czołowej Läggesta Nedre, skomunikowanej z linią normalnotorową Svealandsbanan do Sztokholmu, pociąg zmienia kierunek – tory bezpośrednio przed Läggesta w obu kierunkach biegną równolegle do siebie. Oferowane są również wycieczki łączone z rejsem statkiem parowym „Mariefred” między skrajnymi miejscowościami Mariefred i Taxinge.